# Monumento conmemorativo a Harriet Tubman (Nueva York)
El Monumento Conmemorativo a Harriet Tubman (en inglés, Harriet Tubman Memorial), también conocido como Swing Low, es un monumento ubicado en Manhattan en la ciudad de Nueva York (Estados Unidos) que honra la vida de la abolicionista Harriet Tubman. La intersección en la que se encuentra anteriormente era una isla de tráfico estéril y ahora se conoce como "Harriet Tubman Triangle". Como parte de su remodelación, la isla de tráfico se ajardinó con plantas nativas de Nueva York y del estado natal de Tubman, Maryland, que representan las zonas por donde pasaba ferrocarril subterráneo.
El monumento se encargó a través del programa Percent for Art del Departamento de Asuntos Culturales, y el desarrollo fue administrado por un grupo de varias agencias compuesto por representantes de la Comisión de Parques y Recreación, el Departamento de Asuntos Culturales, el Departamento de Diseño y Construcción y Departamento de transporte.
El monumento es una escultuira de 4 m de altura en bronce y granito chino, y fue creada por la escultora Alison Saar. Fue presentado el 13 de noviembre de 2008. Entre los presentes en la ceremonia estaban el comisionado de Parques y Recreación, Adrian Benepe, el expresidente del condado de Manhattan, C. Virginia Fields, el curador del Centro Schomburg para la Investigación de la Cultura Negra, Christopher Moore, y el congresista Charles Rangel.
La estatua representa a Tubman caminando hacia adelante a pesar de que las raíces tiraban de la parte posterior de su falda; estos representan las raíces de la esclavitud. Su falda está decorada con imágenes que representan a los antiguos esclavos a quienes Tubman ayudó a escapar. La base de la estatua presenta ilustraciones que representan momentos de la vida de Tubman, alternadas con símbolos tradicionales de acolchado.
En 2004, la isla de tráfico y la estatua recibieron un Premio de la Comisión de Diseño Público a la Excelencia en Diseño.